# Bian Jingzhao
Bian Jingzhao (xinès tradicional: 邊景昭, xinès simplificat: 边景昭, pinyin: Biān Jǐngzhāo, Wade-Giles: Pien Ching-chao), amb el nom de cortesia Wenjin (文进), va ser un pintor xinès de renom en els inicis de la Dinastia Ming. Les seves dates de naixement i mort són desconegudes. Era un nadiu de Longxi en la província Gansu i va estar actiu entre el 1426-1435.

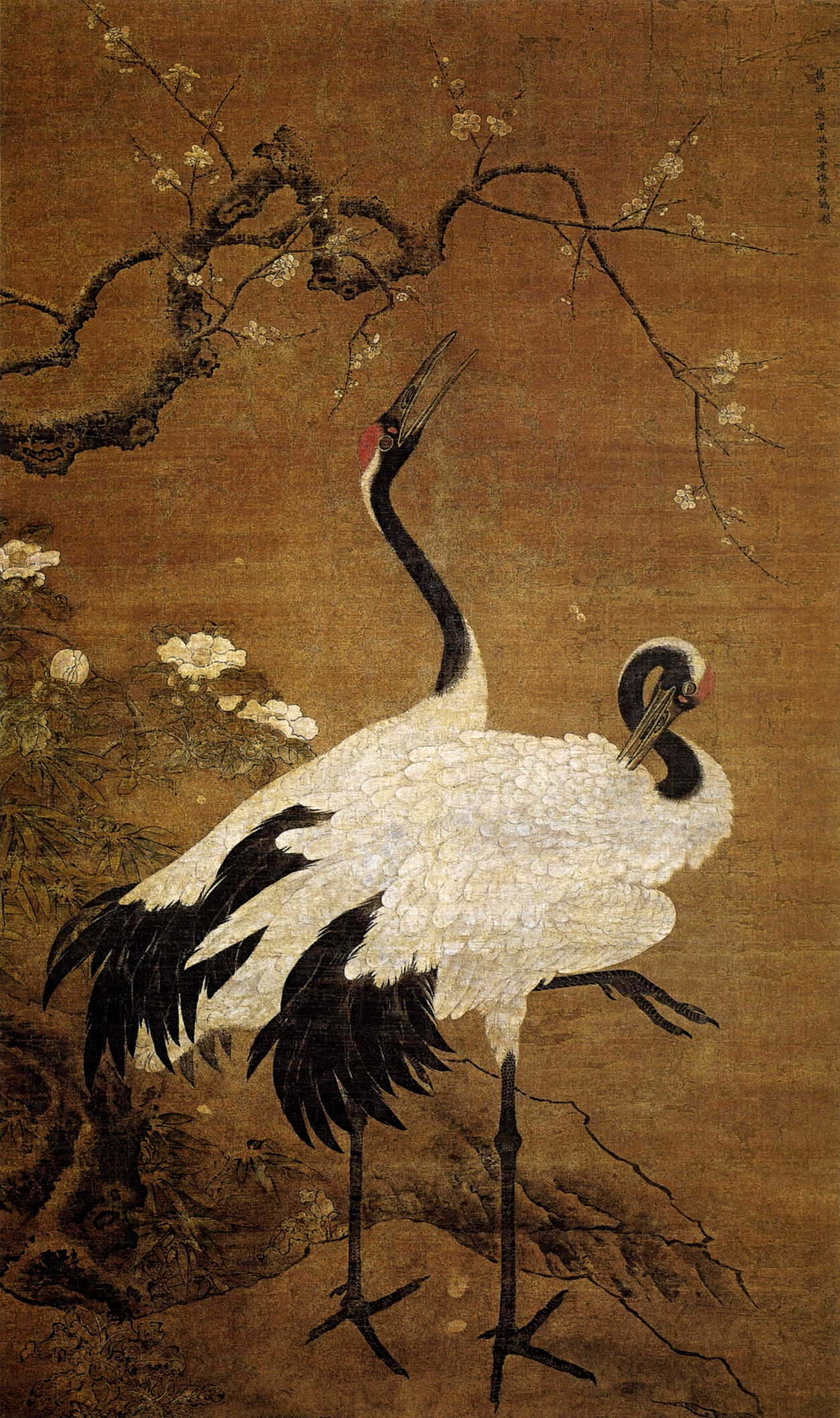
Cirerer Nevat i Grues Bessones
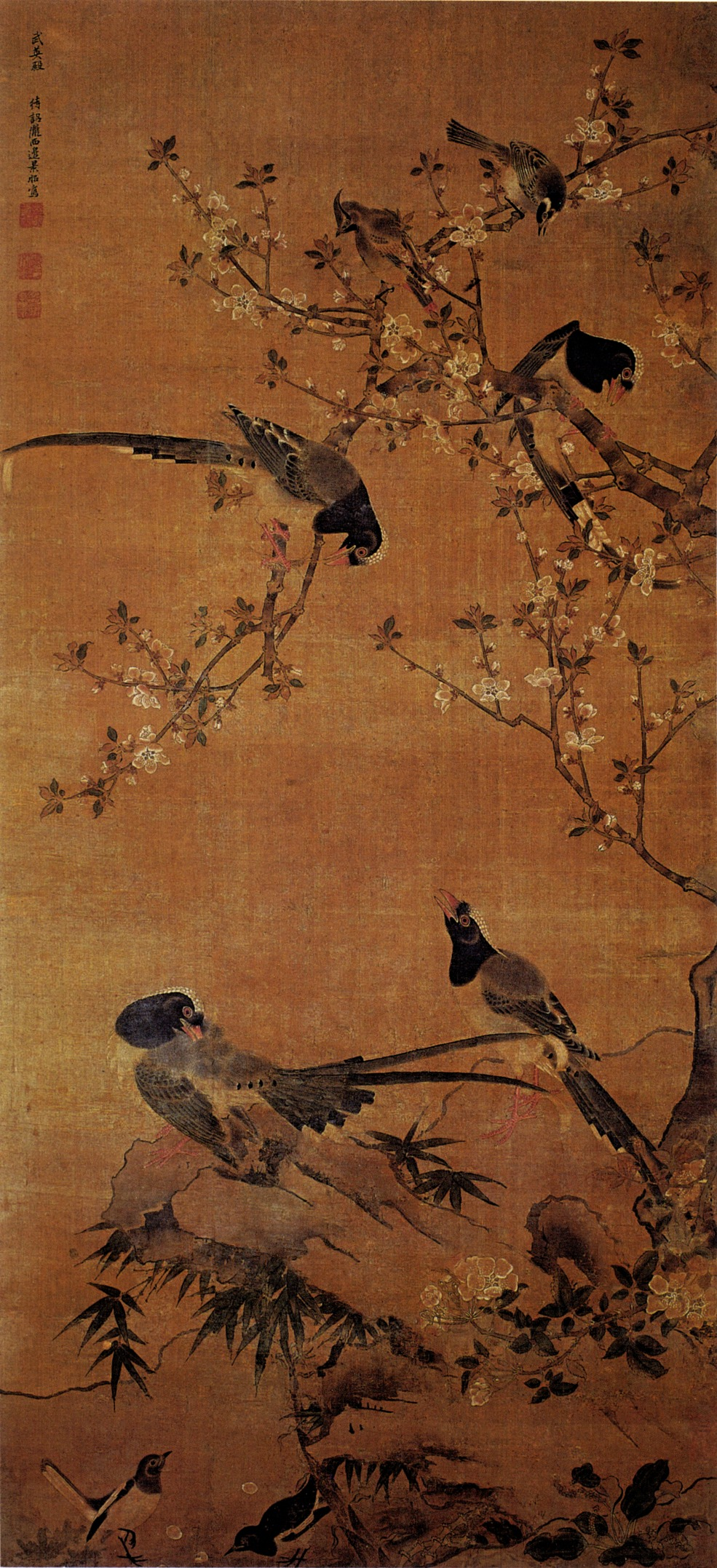
Esbart d'Ocells sobre Flors i Bambú
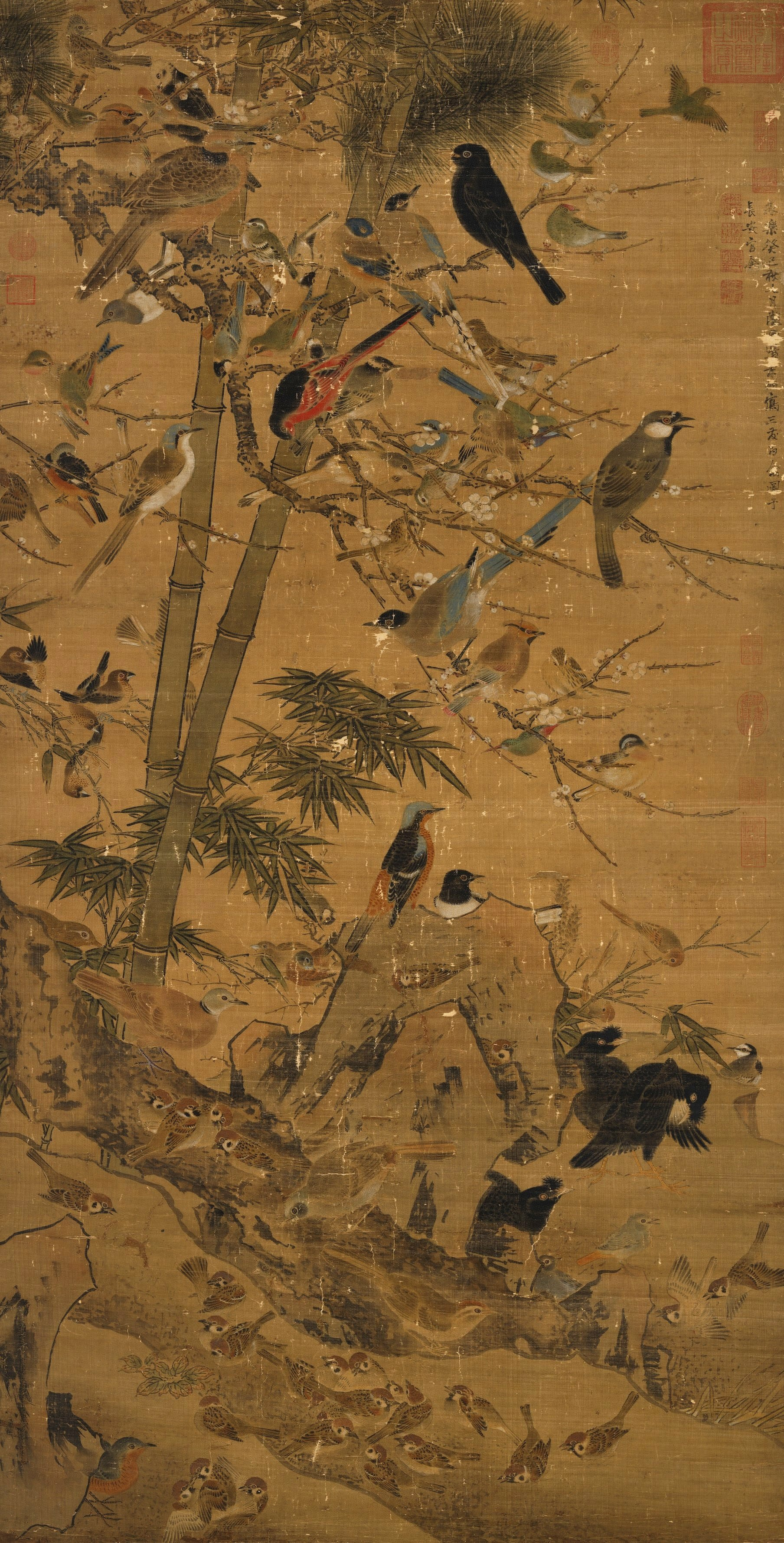
Tres Amics i Cent Ocells
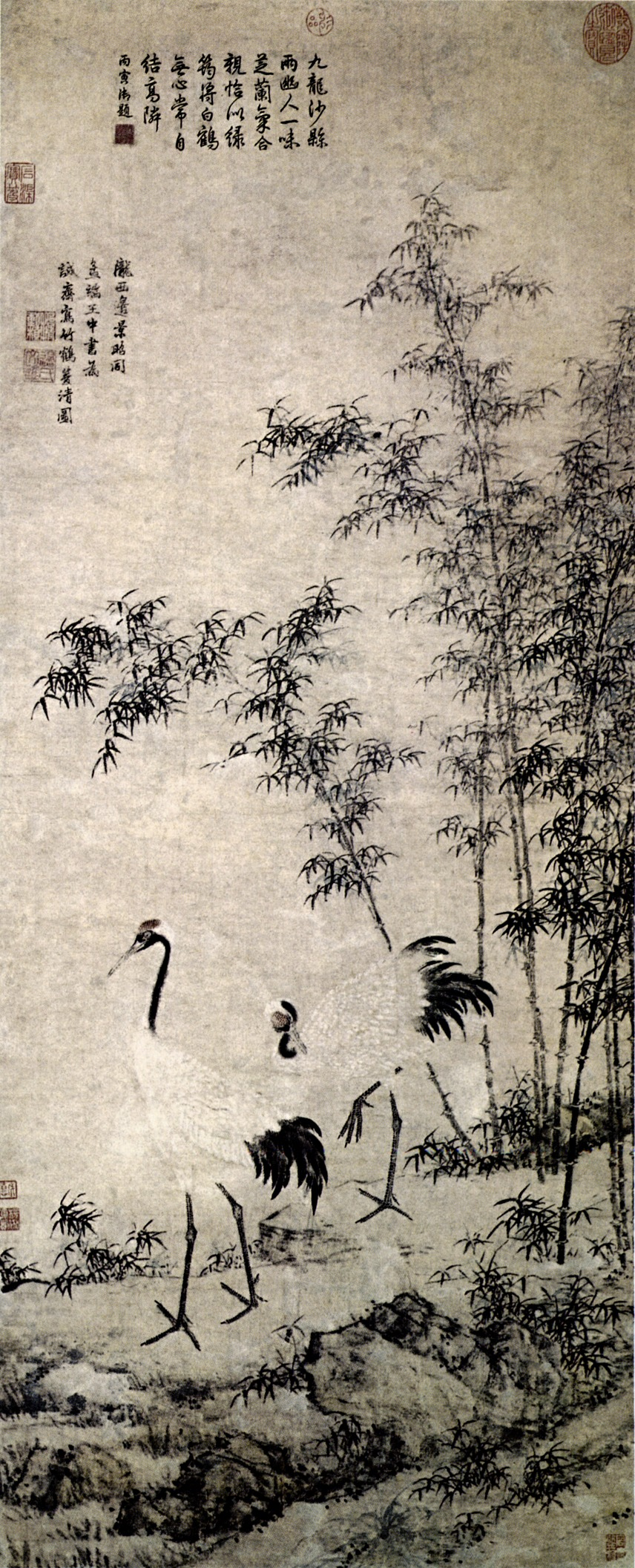
Bambú i Grues - Claredat Doble